# Tarsiger
Tarsiger (blauwstaart) is een geslacht van zangvogels uit de familie vliegenvangers (Muscicapidae).

## Soorten
Het geslacht kent de volgende soorten:
- Tarsiger indicus – Indische blauwstaart
- Tarsiger formosanus – Formosablauwstaart
- Tarsiger chrysaeus – Goudstaart
- Tarsiger johnstoniae – Taiwanblauwstaart
- Tarsiger hyperythrus – Blyths blauwstaart
- Tarsiger cyanurus – Blauwstaart
- Tarsiger albocoeruleus – Qilianblauwstaart
- Tarsiger rufilatus – Himalayablauwstaart